# Campo di aviazione di San Pietro in Gu
Il campo di aviazione di San Pietro in Gu fu un aerodromo d'Italia.

## Storia
Costruito nel 1917, ospitò squadriglie italiane e francesi.
L'aeroporto era situato ad ovest della rotabile che porta a Nove di Bassano, all'altezza della strada che devia verso Poianella di Bressanvido.

## Reparti

### Italia
- 32ª Squadriglia dal 4 luglio 1917 al 24 febbraio 1918
- 26ª Squadriglia dal 20 ottobre 1917 al 10 novembre successivo
- 33ª Squadriglia dal 12 novembre 1917 al 13 dicembre successivo
- 115ª Squadriglia dall'8 dicembre 1917 fino al 18 marzo 1918
- 139ª Squadriglia dal 14 dicembre 1917 al 15 marzo 1918
- XV Gruppo vi nasce il 15 dicembre 1917 e rimane fino al 18 marzo 1918
- X Gruppo (poi 10º Gruppo) dall'inizio del 1918 alla fine del marzo successivo
- 82ª Squadriglia dal 9 gennaio 1918 al 14 marzo successivo
- 70ª Squadriglia caccia dal 18 gennaio 1918 al 14 marzo successivo
- VII Gruppo (poi 7º Gruppo autonomo caccia terrestre) dal 13 marzo 1918 in poi
- 83ª Squadriglia con la 1ª sezione dal 18 marzo 1918 fino al 4 ottobre successivo
- 2ª Sezione SVA dal 15 aprile 1918 fino al mese di giugno successivo
- 136ª Squadriglia dal 25 ottobre 1918 all'11 novembre successivo

### Francia
- Escadrille 14 od AR 14 dal 3 dicembre 1917 al 13 febbraio 1918
- Escadrille 36 o SOP 36 dal 6 dicembre 1917 al 16 dicembre e dal 28 febbraio 1918 all'11 aprile successivo
- Escadrille SPA 82 dal 6 dicembre 1917 all'aprile 1918 con i Nieuport 27
- Escadrille N 69 - SPA 69 dal 17 dicembre 1917 fino ad aprile 1918

### Regno Unito
- No. 66 Squadron RAF dal marzo 1918 al marzo 1919 nel campo di aviazione di Casa Piazza a sud.